# Ачеська війна
Ачеська війна — військовий конфлікт між Нідерландами та Ачеським султанатом на острові Суматра, що тривав з 1873 по 1904 роки і закінчився перемогою голландців.
Голландія, уклавши з Англією Суматранський трактат, в 1873 році, розпочала загарбницьку війну проти Ачеху. Боротьбу очолювали султани Алауддін Махмуд Сіях II і Мухаммад Дауд Сіях. 1904 року останній капітулював, внаслідок чого Ачеський султанат припинив своє існування.